# Shoal Creek Drive (Misuri)
Shoal Creek Drive es una villa ubicada en el condado de Newton en el estado estadounidense de Misuri. En el Censo de 2010 tenía una población de 337 habitantes y una densidad poblacional de 274,51 personas por km².

## Geografía
Shoal Creek Drive se encuentra ubicada en las coordenadas 37°2′13″N 94°31′23″O / 37.03694, -94.52306. Según la Oficina del Censo de los Estados Unidos, Shoal Creek Drive tiene una superficie total de 1.23 km², de la cual 1.23 km² corresponden a tierra firme y (0%) 0 km² es agua.

## Demografía
Según el censo de 2010, había 337 personas residiendo en Shoal Creek Drive. La densidad de población era de 274,51 hab./km². De los 337 habitantes, Shoal Creek Drive estaba compuesto por el 94.96% blancos, el 0.59% eran afroamericanos, el 1.78% eran amerindios, el 0.59% eran asiáticos, el 0% eran isleños del Pacífico, el 1.19% eran de otras razas y el 0.89% pertenecían a dos o más razas. Del total de la población el 5.04% eran hispanos o latinos de cualquier raza.